# کشت خطی (میکروبیولوژی)

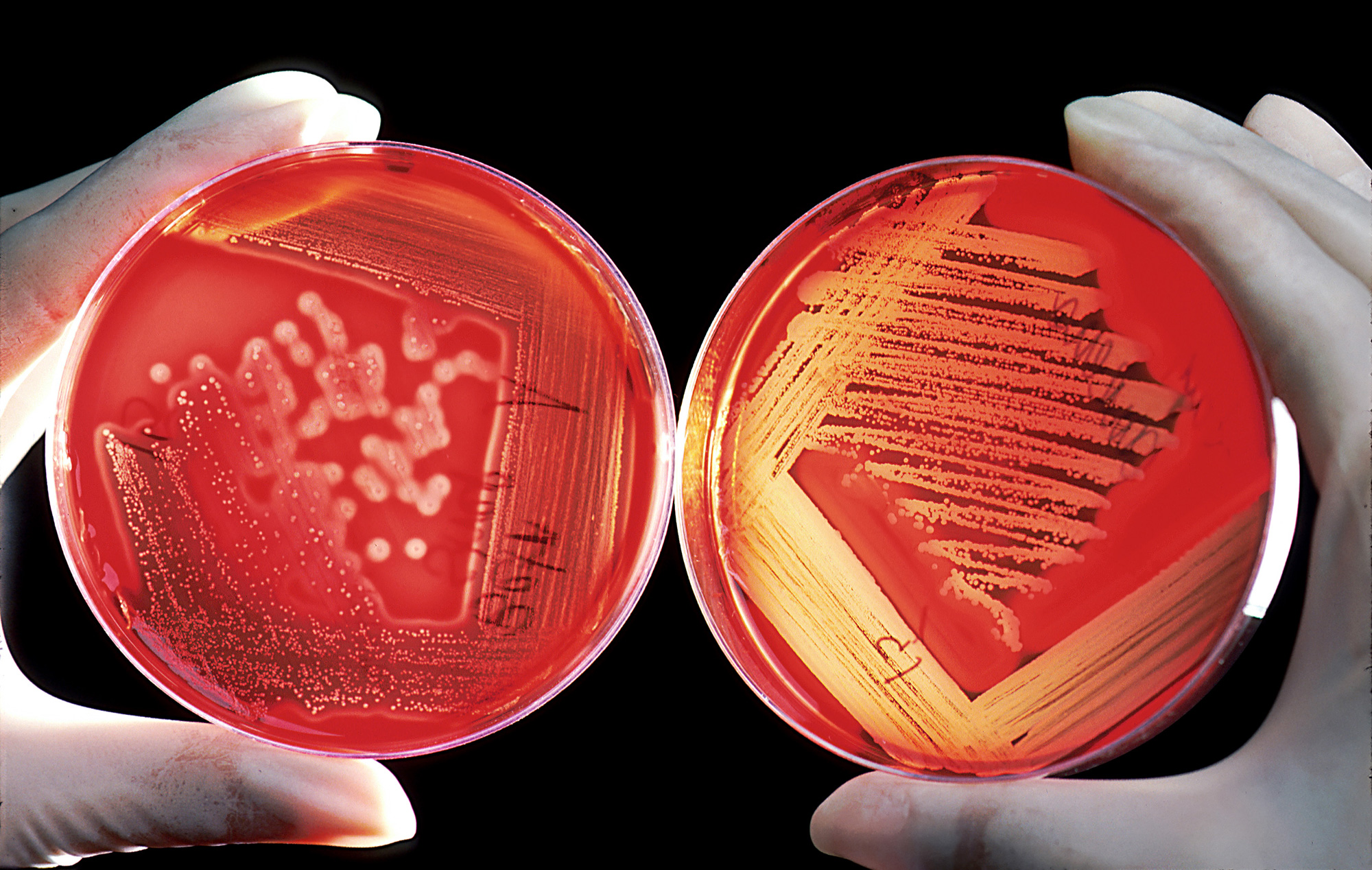
بیش از حد (در سمت راست) و یک کار خوب (در سمت چپ)

کشت خطی (به انگلیسی streaking) در میکروبیولوژی تکنیکی است که به منظور جداسازی یک سویه خالص از میکروارگانیسم (اغلب باکتری) استفاده می‌شود. سپس از کلنی‌های بدست آمده نمونه برداری می‌شود و نمونه‌های حاصل در یک پلیت دیگر کشت داده می‌شوند. با این روش امکان شناسایی، مطالعه و آزمودن میکروارگانیسم مورد نظر فراهم می‌گردد.
اگر در سطح آگار میکروارگانیسم‌هایی رشد کنند که همگی از نظر ژنتیکی یکسان باشند، به آن کشت، یک کشت میکروبی گفته می‌شود.

## تکنیک
کشت خطی روشی سریع و ساده به منظور جداسازی میکروارگانیسم‌ها است. این تکنیک با استفاده از تهیه رقت‌های کمتر نمونه انجام می‌شود. کاهش رقت به ما کمک می‌کند تا کلنی‌های منفرد که متشکل از یک نوع باکتری هستند را جداسازی کنیم. کشت خطی با استفاده از ابزارهای استریل همچون سواب یا لوپ انجام می‌گیرد.
در ابتدا لوپ را بر روی شعله قرار می‌دهیم تا استریل شود. پس از اینکه لوپ سرد شد، آن را در نمونه سوپ یا بیمار که حاوی انواع مختلفی از باکتری است فرو می‌بریم. سپس لوپ را بر روی سطح آگار به صورت زیگزاک به جلو و عقب حرکت می‌دهیم تا حدوداً ۳۰٪ از پلیت فرا گرفته شود.
سپس لوپ مجدداً استریل می‌شود. در مرحله بعد پلیت را ۹۰ درجه می‌چرخانیم. از بخش کشت داده شده قبلی حرکت زیگزاگی را آغاز می‌کنیم به گونه‌ای که لوپ ۲ تا ۳ بار با بخش قبلی برخورد داشته باشد. این پروسه را یک بار دیگر تکرار می‌کنیم. در هر مرحله، تعداد کمتری از باکتری‌ها توسط لوپ به بخش بعد انتقال می‌یابد.
اگر کشت خطی را درست انجام داده باشیم، باکتری‌ها باید در بخش ۱ بیشترین تراکم را داشته باشند. در بخش ۲ تعداد کمتری کلنی و تعدادی تک کلنی وجود دارد. تا جایی که آخرین مرحله کمترین مقدار کشت مخلوط و بیشترین تعداد کلنی منفرد (تک کلنی) را داراست.

## محیط کشت
باکتری‌ها نیازهای غذایی متفاوتی دارند. از جمله آن‌ها می‌توان به آب، منبع انرژی، منبع کربن، سولفور، نیتروژن، فسفر و مواد معدنی، ویتامین‌ها و فاکتورهای رشد اشاره کرد.
یک نوع محیط کشت متداول که در آزمایشگاه‌های میکروبیولوژی استفاده می‌شود آگار است. آگار یک ماده ژلاتینی است که از جلبک دریایی گرفته می‌شود.
محیط کشت نوترینت آگار(nutrient agar) دارای عناصر زیاد به همراه مقادیر نامعلومی از مواد مغذی است. از یک سو، یک محیط انتخابی محسوب می‌شود. اگر این محیط حاوی یک ماده غذایی خاص باشد، نوع ویژه‌ای از باکتری نمی‌تواند در آن رشد کند و خواهد مرد. از سوی دیگر، این محیط بسیار پیچیده است.
محیط‌های پیچیده حائز اهمی کت هستند چرا که امکان رشد را برای گستره وسیعی از میکروب‌ها فراهم می‌کنند. باکتری می‌تواند با استفاده از مواد مغذی موجود در این محیط به خوبی رشد کند. انتخاب محیط کشت به نوع باکتری ای که می‌خواهیم جداسازی کنیم بستگی دارد.
بر اساس سویه مورد بررسی، معمولاً پلیت باید بین ۲۴ تا ۳۶ ساعت گرم خانه‌گذاری شود. در این مدت باکتری‌ها تولید مثل کرده و زیاد می‌شوند. پس از رشد، باید باکتری (یا قارچ‌ها) مورد نظر را از این ترکیب میکروبی جدا کرد. جداسازی می‌تواند بر اساس تفاوت باکتری‌ها از نظر مورفولوژی (اندازه، شکل، رنگ) و سپس تهیه کشت دوم (sub-cultured) در پلیت جدید انجام شود.
در مقیاس صنعتی به منظور افزایش سرعت، اطمینان از استریل بودن شرایط و همچنین یکسان‌سازی شرایط آزمایش، از دستگاه‌های اتومات برای تهیه کشت خطی استفاده می‌شود. هنگامی که کشت خطی را به صورت دستی انجام می‌دهیم باید مراقب باشید تا محیط جامد را پاره نکنیم.

## اهمیت
باکتریها در آب، خاک، غذا، پوست و لوله گوارش به صورت طبیعی وجود دارند و فلور نرمال (normal flora) خوانده می‌شوند.
دسته جات میکروبی ای که در محیط و بر روی بدن انسان وجود دارد بسیار گسترده است. بدن انسان دارای بیلیون‌ها باکتری است که این باکتری‌ها فلور طبیعی بدن محسوب شده و علیه عوامل بیماری زای مهاجم مقابله می‌کنند. به منظور این که بتوانیم محیط، شکل ظاهری و خصوصیات فیزیولوژی یک باکتری منفرد را مورد مطالعه قرار دهیم لازم است تا آن باکتری را از سایر انواع جدا کنیم.
هنگامی که جمعیت باکتریایی کشت خطی داده می‌شود و باکتری مورد نظر ایزوله می‌گردد، ماده‌ای که عامل ایجاد بیماری باکتریایی است را می‌توان تشخیص داد.